# Ludwik Dąbrowski (fizyk)
Ludwik Czesław Dąbrowski (ur. 1939, zm. 9 listopada 2018) – polski fizyk, prof. dr hab.
Był profesorem nadzwyczajnym w Narodowym Centrum Badań Jądrowych. Specjalizował się w fizyce ciała stałego i fizyce jądrowej. Był ekspertem w badaniach dyfuzji metodą spektroskopii mössbauerowskiej. Pod koniec życia zajmował się modelowaniem procesów dyfuzji produktów rozszczepienia w paliwie jądrowym.